# Augustus Berkeley
Augustus Berkeley (18 lutego 1716 – 9 stycznia 1755), brytyjski arystokrata i wojskowy, jedyny syn Jamesa Berkeleya, 3. hrabiego Berkeley i lady Louisy Lennox, córki 1. księcia Richmond i Lennox.
W listopadzie 1734 r. został oficerem w 1 regimencie pieszym Gwardii (1st Regiment of Foot Guards). Po śmierci ojca w 1736 r. odziedziczył tytuł hrabiego Berkeley i zasiadał w Izbie Lordów. Rok później został Lordem Namiestnikiem Gloucestershire i konstablem St. Briavel's Castle. W tym samym roku został podpułkownikiem 2 regimentu pieszego Gwardii (2nd Regiment of Foot Guards). 9 czerwca 1739 r. został kawalerem Orderu Ostu. Był jednym z założycieli londyńskiego Founding Hospital i jego pierwszym zarządcą.

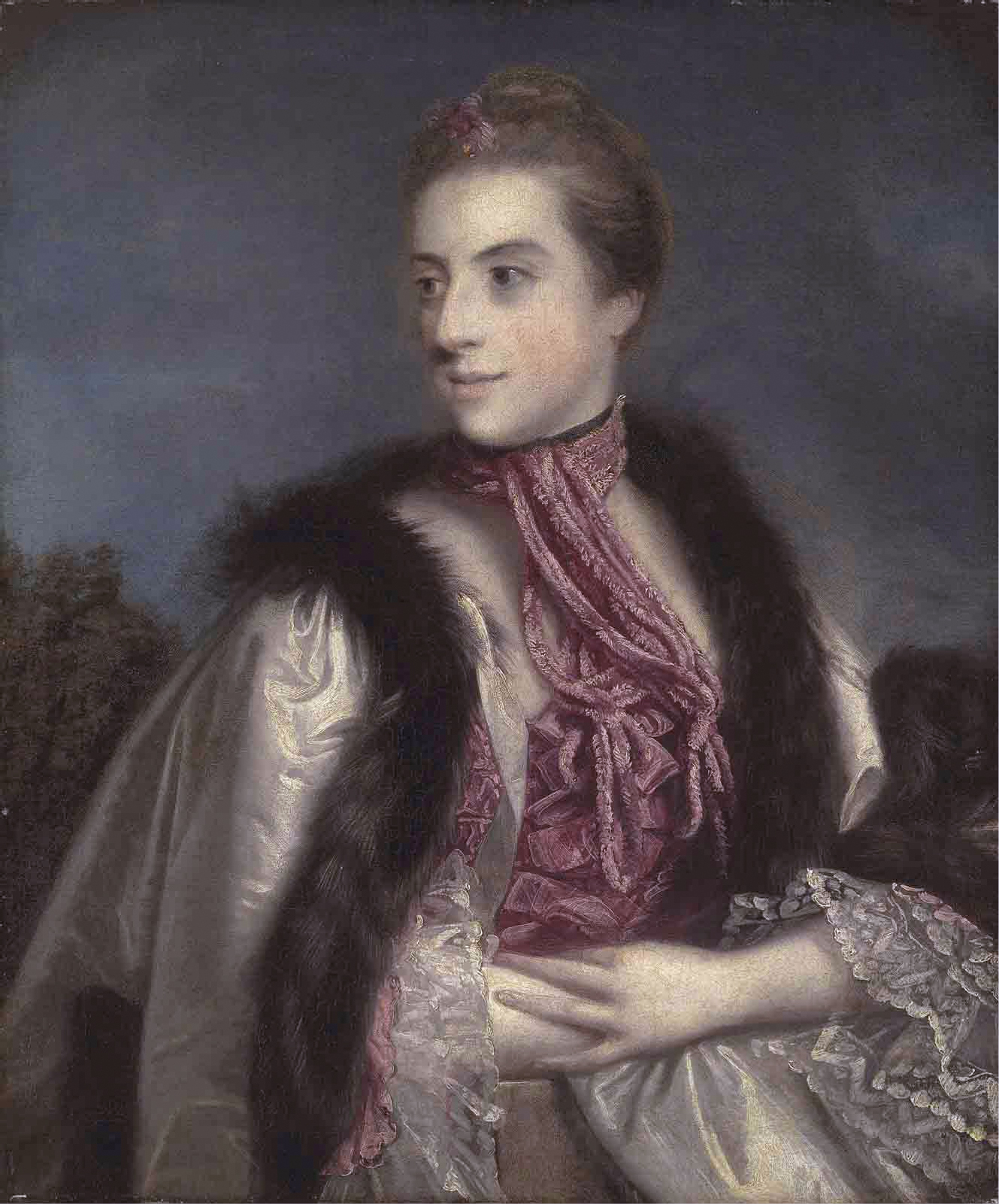
Elizabeth Drax (Joshua Reynolds)

7 maja 1744 r. poślubił Elizabeth Drax (ok. 1720 – 29 czerwca 1792], córkę Henry’ego Draxa i Elizabeth Ernle, córki sir Edwarda Ernele’a, 1. baroneta. Augustus i Elizabeth mieli razem dwóch synów i dwie córki:
- Frederick Augustus Berkeley (24 maja 1745 – 8 sierpnia 1810), 5. hrabia Berkeley
- Georgiana Augusta Berkeley (18 września 1749 – 24 stycznia 1820), żona George’a Forbesa, 5. hrabiego Granard, i Samuela Little’a, miała dzieci z pierwszego małżeństwa
- Elizabeth Berkeley (17 grudnia 1750 – 13 stycznia 1828), żona Williama Cravena, 6. barona Craven, i Chrystiana Fryderyka Karola Aleksandra, margrabiego Brandenburg-Ansbach-Bayreuth, miała dzieci z pierwszego małżeństwa
- George Cranfield Berkeley (10 sierpnia 1753 – 25 lutego 1818)

Lord Berkeley zmarł w 1755]r. i został pochowany 17 stycznia 1755 r. w Berkeley w hrabstwie Gloucestershire. Tytuł hrabiowski przypadł jego najstarszemu synowi. Testament 4. hrabiego (datowany na 18 grudnia 1751 r.) został otworzony w lutym 1755 r.